# اللامساواة بين الجنسين

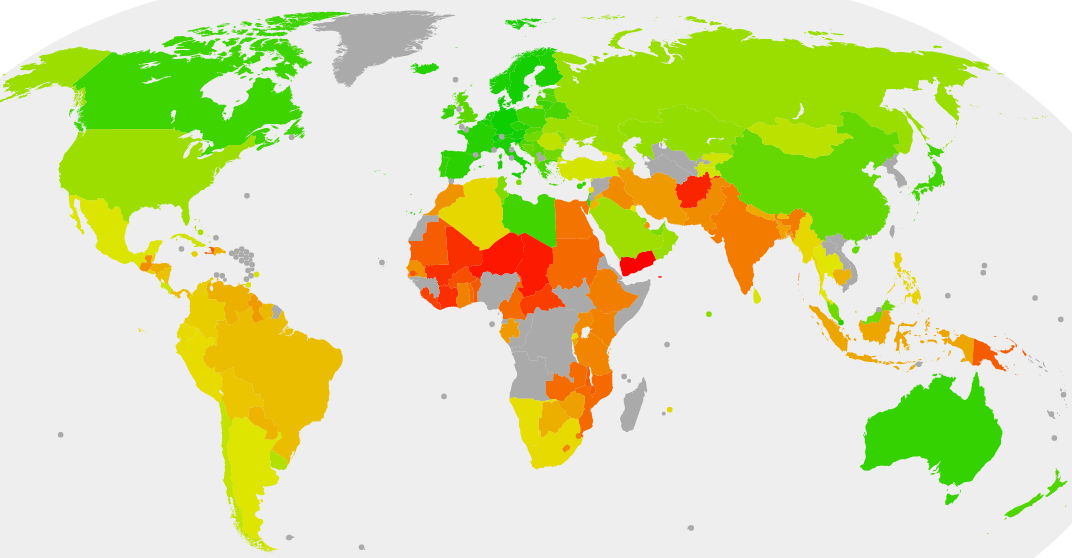

اللامساواة بين الجنسين (بالإنجليزية: Gender inequality)‏ هي فكرة ألا يتساوى الرجل والمرأة، ويشير إلى التعاملات الظالمة، أو النظر بدونية إلى الاشخاص بناءًا على نوعهم.
غالبًا يكون التصنيف النوعي ثنائي-دينيًا أيضًا-. واللا مساواة بين الجنسين غالبًا من التفريق بينهم في التعاملات، أو من معايير اجتماعية. غالبًا ما تُخلّف المرأة وراء الرجل في العديد من النواحي، ومنها: التعليم، سوق العمل، أو حتى الظهور السياسي.

## الفروق الفطرية بين الجنسين
هناك العديد من الاختلافات الفطرية موجودة بين الجنسين؛ نتيجة لعوامل بيولوجية وتشريحية عدة، ويظهر هذا الفرق واضحًا في القدرة على الولادة. الاختلافات البيولوجية تتضمن: الكروموسومات، و الهرمونات المختلفة. يوجد أيضًا اختلاف في (القدرات الجسمية_physical strength) بين الجنسين، سواءً في الجزء السفلي من الجسم، أو الجزء العلوي من الجسم -والاختلاف فيه أكثر وضوحًا-، طبعًا لا يعني هذا أن أي رجل أقوى من أي امرأة .. في الغالب، يكون الرجال أكثر طولًا، وهذا قد يعتبر بالنسبة لهم ميزة أو عيبًا. الاختلاف أيضًا في مدة المعيشة: تعيش النساء عمرًا أطولَ من الرجال ، بالرغم من أننا لسنا متأكدينَ من السبب البيولوجي بعد. يمتلك الرجال رئةً أكبر حجمًا، وعددًا أكبر من كريات الدم، وعددًا أكبر من (عوامل التخثر_clotting factors)، بينما تمتلك النساء عددًا أكبر من كريات الدم البيضاء، مما يزيد إنتاجية الأجسام المضادة -تتكون بشكل أسرع-  هذه الاختلافات جميعها قد تكون السبب في التمييز بين الجنسين.

### علم النفس
يمتد تأثير الهرمونات التي أُفرِزَت في الجسم قبل الولادة، حتى بقية حياة الفرد، حتى أنه يؤثر في اكتسابه للصفات الأنثوية أو الذكورية. لا يوجد اختلاف بين الرجال والنساء في الذكاء العام. الرجال يميلون للمغامرات الخطيرة أكثر من النساء. الرجال في الغالب أكثر قسوة؛ ربما بسبب (هرموناتهم الذكورية_androgen). وكثيرًا ما يُعتقد أن هذه الفروق، بالإضافة إلى الفروق الجسدية هي ما تسبب التفرقة بين الجنسين في سوق العمل.
وهناك نظرية أخرى تقول أن الطبع القاسي للرجال يظهر عند دخولهم في جماعات، أو سعيهم وراء المكاسب . النساء أكثر عاطفيةً من الرجال ، وكليهما لديه ذاكرة (إبصارية فَرَاغِيّة_visuospatial)، وذاكرة كلامية مثالية. على كلٍ، هذه التغييرات تتأثر بشدة بالهرمونات الذكورية الجنسية، والتي منها التيستوستيرون؛ لأنه يحسّن الذاكرة الإبصارية الفراغية عند أفرازه في الذكور أو الإناث -الهرمونات الذكورية توجد أيضًا لدى النساء، لكن بنسب قليلة-. منذ الولادة، يتعرض الفرد لمواقف حياتية، وتجارب، وبيئة تتمايز بناءً على جنسه، ويستمر هذا الأمر لبقية حياته. وفي عينِ المجتمع، النوع يلعب دورًا هامًا في حياة الفر؛ لإنه يساهم في تكوين خصائصه، وفي تكوين شخصيته ، وبهذا يُفرَض على الأشخاص خَوض مسار ما إجباريًا في حياتهم، قبل حتى أن يدركوا ما هي بقية الفرص الأخرى. اللون الأزرق مثلًا، يُعرَف دومًا باقترانه بالصبيان، ودومًا ما يحصلون على ألعابٍ على شكل وحوش، أو أدواتٍ رياضية ليلعبوا بها منذ ولادتهم، بينما تُهدى الفتيات دمى ليعلبن بها، وليعتنوا بها كأنهن أمهاتٍ لهم، ويغلُب على متعلقاتهم اللون الوردي. اللون الأزرق للصبيان واللون الوردي للبنات، هذه العادة ثقافية وحسب، ولم يكن لها أساس تاريخي من قبل، ولكنها من ضمن المسارات التي يوضع فيها الفرد منذ ولادته، والتي يُسلِكها إياه والداه، أو الأفراد المحيطون به في حياته. كل هذه الفروقات، تؤدي لتكوين شخصيات متباينة، حياة عملية مختلفة، أو حتى روابط اجتماعية محتلفة؛ لأنه ومنذ الولادة، يتم النظر إلى الذكور والإناث على أنهم نوعان مختلفان تمامًا، لديهم شخصيات مختلفة، ويجب عليهم أن يسلكوا سبلًا مختلفة.

## سوق العمل

### الوفيات
إن (93%) من الوفيات في أماكن العمل -الوفيات التي تحصل نتيجة إصابات مميتة في العمل- في الولايات المتحدة في الفترة من (1980) وحتى (1997)، كانت من ضمن الرجال بعدد (97.053 ميتة)، وهذا يعني معدل وفاة (8.6 لكل 100.000 عامل)، وكان هذا أكبر بأحدَ عشرَ من معدل وفيات النساء في الفترة من (1980) وحتى (1997)، والذي كان (0.8)، والذي يمثل (ال7%) المتبقية من نسبة الوفيات في إطار العمل بإجمالي عدد (6.886) وفاة.

### الاختلاف في الدخل، طبقًا للدرجات الوظيفية
(المقال الأصلي: الفجوة في الأجور بين الجنسين)
الفجوة في الأجور بين الجنسين هي: الفارق بين متوسط ما تتقاضاه الأنثى وما يتقاضاه الرجل، من حيث المرتبات والمعاشات. هذه الفجوة نشأت نتيجة لعدة عوامل: الاختلاف في التعليم، وطبيعة الوظيفة نفسها، والصناعات، واختلاف الدرجات الوظيفية التي سيحظى بها العامل أو العاملة، اختلاف طبيعة العمل نفسها -عادة ما يعمل الرجال في وظائف تختلف عن التي تعمل بها النساء، والتي لها راتب أعلى، كأن يفضل الرجال الوظائف التي بها أخطار عالية-، عدد ساعات العمل الأسبوعية، الاختلاف في كمية العمل المطلوب، الخبرات السابقة الموجودة لدى الفرد، وفترات الراحة التي يحظى بها العامل. هذه العوامل تبرر نسبة (75%) من وجود فجوة في الأجور، وبناءً على ذلك، وُضِعت العديد من النظريات لتفسير النسبة المتبقية، والتي تساوي من (20%) إلى (40%) من الأسباب. ومنها: أن النساء ليست لديهم القدرة على التفاوض على المرتبات، ولا على مناهضة التمييز الجنسي. بناءً على كلام اللجنة الأوروبية، التمييز المباشر يفسر فقط نسبة صغيرة من سبب وجود الفجوة في الأجور بين الجنسين. في الولايات المتحدة، متوسط الدخل السنوي للنساء يصل (ل75%) من متوسط دخل الرجال، وهذا يُعَدُ ظالمًا. العديد من الدراسات التي وُضِعت من (OECD) و(AAUW) ووزارة العمل الأمريكية وجدت أن الفارق بين معدل كسب الرجال والنساء يساوي (5_6.6%)، أو أن النساء تكسب (94) سِنتًا مقابل كل دولار يكسبه الرجل. تتباين المرتبات بناءً على طبقًا للتخصات الجامعية، الوظيفة نفسها، عدد ساعات العمل، ومن ضمن الأسباب أن تستئذن النساء من العمل لتراعي أبناءها ، أما (ال6%) المتبقية من هذه الفجوة، يُعتقد أنه بسبب افتقار النساء للقدرة على التفاوض في على الرواتب، وللتميز الجنسي بينهن وبين الرجال. في مونتانا، النساء من عمر السادسة عشر فأكثر، مرتباتهم تساوي (73%) من مرتبات الرجال، بالطبع كل مقاطعة من المقاطعات فيها فجوة في الأجور بين الجنسين، لكن مونتانا فيها الفجوة أكثر تفاقمًا، وتقع في المركز (ال46) بالنسبة لترتيب المدن من حيث الفجوة في الأجور بين الجنسين.
النظريات تشير لأن التعليم، والخبرة، والمعرفة، والمهارات الموجودة لدى الفرد، كل هذه العوامل تجعل الفرد أكثر تأهلًا للتوظيف، ربما هذه العوامل ظلت تاريخيًا تبرر وجود الفجوة في المكانة الوظيفية بين الجنسين، ولكن حديثًا النساء يحصلن على تعليم مقارب لتعليم الرجال. أيضًا دخول النساء لأي مهنة، يقلل من المرتبات التي يتقاضاه الأفراد العاملين فيها؛ ببساطة لأن تواجد النساء في العمل يقلل من مقام وهيبة هذه الوظيفة، وبالتالي يترك الرجال هذه الوظيفة. دخول النساء لأي وظيفة يقلل من التنافسية للعمل فيها، وبالتالي يقل هذا من الرغبة في العمل فيها. ينفر الرجال من الدخول في وظائف يغلب عليها الطابع النسائي لنفس هذا السبب، وليقللوا من نسبة دخول النساء إلى أعمال يغلب عليها الطابع الرجالي.
التفرقة في المرتبات تعتبر من أوجه اللا مساواة بين الجنسين، حيث تتطلب بعض المهن خصائص معينة مقتصرة على جنس بعينه دون الآخر. في هذه الحالة، يمكن تصنيف الفصل المهني بناءً على الجنس إلى (الفصل الأفقي_ horizontal segregation)، (والفصل العمودي_Vertical segregation). في حالة الفصل الأفقي، يُفسر الفصل المهني بناءً على الجنس، لأن النساء والرجال لديهم قدرات جسمية، وعقلية، ومشاعر مختلفة، هذه الاختلافات تجعل بعض المهن مناسبة للنساء، وبعضها الآخر مناسب للرجال، ويُلاحظ هذا الفصل عند النظر إلى المهام اليدوية –الحرف اليدوية-، والمهن التي لا تحتاج أعمالًا يدوية. أما في الفصل العمودي، يحصل الفصل المهني المبني على الاختلاف الجنسي نتيجة للقوة، والسلطة، والمقام الذي ستردُه عليك هذه الوظيفة، وغالبًا ما تُنحّى النساء من هذه الوظائف.
منذ أن دخلت النساء لسوق العمل بأعدادٍ كبيرة في الستينيات من القرن الماضي، وقد أصبحت المهن مفصولة بناءً على جنس الشخص المتقدم للوظيفة –إذا كانت أنثى أو كان ذكرًا-. بناءً على بيانات أتت من تعداد، هناك بعض المهن اُقتصِرَت على جنس بعينه، مثل سعاة البريد، السقاة في الحانات، سائقو الحافلات، ومندوبو المبيعات. بعض المهن الأخرى مثل التدريس، والتمريض، والسكرتارية، والعمل في المكتبات يغلب عليها الطابع النسوي، أما المهن المختصة بالمعمار، والهندسيات الكهربية، وقيادة الطيارات، تبقى هذه المهن غالبًا عليها الطابع الذكوري. بناءً على معلوماتأتت من تعداد، فالنساء غالبًا ما تشغل الوظائف الخَدَمية بمعدل أكبر من الرجال، على عكس الوظائف المتعلقة بالإدارة والتي غالبًا ما يشغلها الرجال، مما يوسع الفجوة التي يفرضها الاختلاف الجنسي، ويعطي وجهًا آخر من أوجه اللا مساوة بين الجنسين.
يقول (هيجنيز إيت آل( Higgins t al«الفجوة في الأجور بين الجنسين تقارن بين دخل المرأة ودخل الرجل، ويمكن توضيحها بقسمة متوسط دخل المرأة السنوي، على متوسط دخل الرجل السنوي» في (2014).،
على صعيد آخر، يختلف الباحثون على العوامل التي سببت فجوة بين النساء والرجال في الرواتب، مثل: الخبرة، التعليم، المنصب، وخصائص الوظيفة نفسها. عالم النفس (دوجلاس ماسي Douglas Massey
وجد أنه (41%) من أسباب هذه الأزمة لم يُعرَف بعد. بينما أبحاث (CONSAD)  أن تأثير هذه العوامل تؤثر فقط بنسبة (%65.1( إلى (76.4%( من المشكلة الحقيقية. أيضًا وضحت الأبحاث أن عوامل مثل: المنفعة، والعمل لوقتٍ إضافي يفسر جزءً صغيرًا من مشكلة الفجوة في الأجور بين الجنسين.
يؤخذ أيضًا في الحسبان عند دراسة الفجوة في الأجور بين الجنسين، ما يعرف (تأثير السقف الزجاجي_glass ceiling effect) –استعارة تستخدم لتمثيل حاجز تخيلي في البيانات الديموغرافية، ليحافظ على فئة معينة، خاصة من الأقليات، من الارتفاع إلى ما بعد مستوى معين-. هذا التأثير يرشدنا لإدراك أن الاختلاف الجنسي يلعب دورًا سلبيًا في ترتيب المهن، وقد تتفاقم المشكلة مع مضي الشخص في مهنته. مصطلح تأثير السقف الزجاجي يعني الحدود التخيلية الخفية، التي تمنع النساء من التقدم في وظائفهن، أو أخذِ عِلاوات، هذه الحدود لن تختفي مهما أثبتت المرأة نفسا في عملها، أو حقت نجاحاتٍ، وحتى إذا استوفت المتقدمة للعمل على كل الشروط المطلوبة للوظيفة من حيث الخبرة، والتعليم، والقدرات المطلوبة. يظهر التأثير الأكبر لهذا السقف الزجاجي كلما زادت الأهمية والسلطة المقترنة بهذه الوظيفة، وكلما زادت قيمة راتبها، لهذا نجد أن عددًا قليلًا من النساء يعملن في مثل هذه الوظائف. يُظهر لنا هذا السقف الزجاجي أيضًا كم أن فرص النساء في الحصول على رواتب أعلى، وترقيات في وظائفهن، أو العمل في وظائف مرموقة محدودة للغاية؛ لأن النساء دومًا قابعاٍ تحتَ هذه الحدود الوهمية، لن يتمكنَّ من الحصول على رواتبٍ أعلى، وسيظل تأثير السقف الزجاجي يلازمهن في بقية حياتهم العملية.
التمييز الإحصائي يعتبر أيضًا من ضمن المسببات للفجوة في الأجور، والتمييز العنصري بين الجنسين.في سوق العمل وفقد أظهر لنا التمييز الإحصائي أن أغلب الموظفين يرفضون دخول المرأة وعملها في أغلب الوظائف؛ لأن النساء في أغلب الأمر قد يتركن وظائفهن إذا تزوجن، أو إذا حمِلن، ولهذا السبب تُعطى النساء مناصب لها نهاية زمنية محددة، أو وظائف لن يتحركن فيها كثيرًا.
في دول العالم الثالث -ومنها جمهورية الدومينيكان-، تشير الإحصائيات إلى أن النساء أكثر عرضة للفشل عند بدء مشروعاتهن الخاصة؛ وهذا بسبب واجباتهن المنزلية الأخرى. وعلى صعيدٍ آخر، يسعى الرجال دومًا وراء الوظائف المختلفة، غير مكترثينَ بأي واجباتٍ منزلية.
عند دراسة النسب بين رواتب الرجال والنساء، نستوعب أن رواتب النساء أصبحت في تزايد مقارنة برواتب الرجال. وفي سبعينيات القرن الماضي، تمكن الرجال من الحصول على أعلى الرواتب، وبالتالي أي ازدياد في رواتب النساء بعدها يقلل من الفجوة الموجودة في الدخل بين الجنسين. ورغم ازدياد رواتب النساء مؤخرًا، إلا أن الفجوة لا تزال قائمة. النتائج الإحصائية  في عام (1999) تشير إلى أن النساء يتقاضين (71%) مما يتقاضاه الرجال.
تتنوع أوجه الفجوة في الأجور بين الجنسين، وتزداد في عدة اتجاهات. فالأشخاص البيض لديهم الفجوة أكبر في الرواتب بين الجنسين؛ حيث تتقاضى النساء تقريبًا (78%) من رواتب الرجال. أما الأمريكيون من الأصول الإفريقية، فالنساء تتقاضى (90%) مما يتقاضاه الرجال.
هناك العديد من الاستثناءات، حيث نجد أن النساء قد تتقاضى رواتبًا أعلى من الرجال -طبقًا لاستبيان بخصوص اللا مساواة في الأجور بناءً على تميز جنسي، قام به (الاتحاد الدولي لنقابات العمل_the international trade union confederation)-، فالنساء اللاتي تعملن في خليج دولة البحرين، يتقاضين رواتب أعلى من الرجال بنسبة (40%).
في عام (2014)، قدمت (منظمة العمل الدولية_International labor organization) -والتي تعرف اختصارًا ب LIO- تقريرًا يشير إلى الفجوة في الأجور بين النساء من كامبوديا -اللاتي يعملن في المصانع-، والرجال الذين يعملون معهن في نفس الوظيفة. هناك فارق بقيمة (25) دولار أمريكي، مما يدل على أن النساء تتقاضى مرتباتٍ أقل بكثير من الرجال، وبالتالي نستنتج ان النساء يلاقين الظلم في وظائفهن، وفي التزامهن بالأعمال المنزلية أيضًا.

### التعليم العالي، وفرص العمل
بدأت الفجوة في الأجور بين الجنسين في الخفوت في ستينيات القرن الماضي؛ حيث كان (5%) من طلاب الصف الأول في التعليم العالي من النساء، وكان هذا في العام (1965). وفي العام (1985)، قفز هذا الرقم قفزة مهولة حتى وصل إلى (40%) نسبة دراسة الحقوق والطب، و(30%) لدراسة طب الأسنان ودراسة الأعمال. قبل أن تتوافر الحبوب المانعة للحمل للإستخدام، إضطرت النساء اللاتي يطمحن للعمل في وظائف تشغل وقتًا طويلًا من يومهن إلى عيش حياة التقشف، أو التعامل مع أي ظروف قد يفرضها الحمل ، مما جعل الكثير من النساء تفكر مليًا في قرار أن تتخذ تعليمًا عاليًا، أو ترغب في العمل في وظائف عالية المستوى، وهكذا قلت نسبة النساء التي تعمل في الإدارة، أو أيًا من القطاعات الخاصة. حديثًا، عندما أصبح من الممكن الاعتماد على حبوب منع الحمل، أصبح لدى الرجال والنساء سببًا جديدًا لتأخير زواجهم، وهذا أيضًا أعطى الكثير من النساء فرصًا أفضل للعمل. لكل هذا وأكثر، يمكننا القول أن حبوب منع الحمل أثرت على حياة النساء العلمية والعملية؛ بأن أعطتهن فرصًا لارتياد الجامعة، والنجاح في حياتهن العملية، وشغل مناصب مرموقة، وإعادة النظر في سن الزواج.
دراسات في علم الجنسانية ومجال التكنولوجيا، أظهرت عدة نتائج مثيرة للجدل، حيث وجد (كورين ايت آل_Corinne el al) أن الخريجين من كلية العلوم -المشتركة-، فضّلَت الخريجين الذكور للعمل عن الخريجات البنات، بل وأن المتطوعين الذين قامت عليهم الدراسة كانت لهم مرتبات أعلى عندما بدأوا العمل. أما (ويليام) و(كيسي)، فقد وجدوا أن كلية العلوم والتكنولوجيا المشتركة –من كلا الجنسين- تفضل الدارسات فيها أكثر من الدارسين –رغم أنهم لديهم نفس القدرات، وحصلوا على نفس التعليم-، ليشغلوا الوظائف الدائمة. تظهر الدراسات أن الآباء دومًا ما يتنبأون ويتمنون لصبيانهم أن يعملوا في المجالات العلمية، والتكنولوجيا، والهندسة أكثر من بناتهم. حتى لو أظهر الصبيان والبنات نفس مستوى الذكاء في الرياضيات وهم في عمر الخامسة عشر.
في دراسة استقصائية قام بها المكتب البريطاني للإحصائيات، في عام (2016)، وُجِدَ أن نسبة (56%) من مجال الصحة يهيمن عليه النساء، ونسبة (68%) لمجال التعليم. على كلٍ، هذه النسب العادلة لم تتوافر في مجال الشرطة العسكرية، حيث يعمل به فقط نسبة (30%) من لنساء، وتعمل نسبة (32%) في المحاسبة، والاستثمار، وتعمل نسبة (43%) من النساء في مجال العلوم الطبيعية والاجتماعية، وتعمل نسبة (42%) في مجال البيئة.

### ما يفضله العميل
أجريت دراسة في العام (2010) بواسطة (دايفد ر. هيكمان_David R. Hekman) وزملاؤه، كانت هذه الدراسة عبارة عن مجموعة من مقاطع الفيديو، يتم عرضها على مجموعة من المتطوعين. هذه الفيديوهات تظهر رجلًا أسود، وامرأة بيضاء، ورجلًا أبيض يلعبون دور موظف في أحد المصالح. كانت النتيجة أن (19%) من المتطوعين فضلّوا أن تتم خدمتهم بواسطة الرجل الأبيض.
هذا التمييز أمكن ملاحظته منذ عام (1947)، عندما قام (كينيث كلارك_Kenneth Clark) بدراسة على مجموعة من الأطفال السود، وقدم لهم مجموعة من الدمى على شكل رجال بيض، ورجال سود. كانت النتيجة أن أغلب الأطفال اختاروا اللعب بدمى الرجال البيض.

### الاختلاف الجندري في الأجور في المجال الطبي
رغم تقلص أن التفرقة بين النساء والرجال في المجال في المجال الطبي ، تزال اللا مساواة بين الجنسين موجودة، يمكن ملاحظتها في المشاكل الاجتماعية. في الفترة من (1999_2008)، تقاضت النساء اللاتي يعملن في الطب في الولايات المتحدة رواتب أقل بقيمة (170.000.000) من رواتب زملائهم الأطباء الذكور، ولم يتم تفسير هذه الفجوة بعوامل مثل التخصص الذي يعمل عليه كل منهم، أو التدريبات التي حصلوا عليها، أو عدد ساعات العمل، أو حتى خصائصهم الشخصية. على سبيل المثال، عند دراسة الفجوة في الأجور عند الأطباء السويديون، نجد أنها تفاقمت في عام (2007) أكثر من عام (1975).

## في المنزل

### الدور الجندري للوالدين، وفي الزواج
الأدوار الجندرية مرتبطة بشدة بالبيولوجيا؛ لأنها –عن طريق الهرمونات الجنسية- تفرق بين جنسي الذكور والإناث ، فيختلفوا عن بعضهم من حيث الخصال الشعورية ، والشعور بالألم. ببعض النساء تولد ولديها –فطريًا- نسب عالية من هرمون الأدرينالين، مما يسبب لهن حالة تدعى (بفرط التّنَسُّج_hyperplasia)، وينتج عن هذه الحالة ظهور صفات ذكورية على النساء. أُجريَت بعض التجارب على صغار (قِرَدَة الماكاك_rhesus macaque) –وهو قرد أسيوي يستخدم عادةَ في الأبحاث الطبية-، بإعطاء صغار القردة ألعابًا بناتية وصبيانية، وقامت صغار القردة بالتفضيل بين هذه الألعاب.

#### أوجه اللامساوة في العلاقات
بالرغم من زيادة المساواة في العلاقات بين الجنسين في الآونة الأخيرة، إلا أن أغلب العلاقات لا يزال فيها الفرد الذكر مهيمنًا. حتى الآن، لا يزال الرجال والنساء يعتبرون أنفسهم منفصلين تمامًا، ويكأنَ لكلٍ منهم دربه الخاص. عمل كلٌ من (szymanowicz) و(فرنام_Furnham) على دراسة الفرق في الذكاء بين النساء والرجال. وقد أظهرت أن النسوة غالبًا ما تأبى اظهار ذكائهن أمام شريكهن الذكر في العلاقة لأعتقادهن بإن ذَلك سيقلل من فرصتهن معه. ومن جانبهم فالرجال سيكونون أكثر سهولة في مناقشة ذكائهم مع شريك محتمل. غير أن النساء تعي جيدًا كم أن الناس تكره التحدث عن نسبة ذكاء الآخرين، لذلك يقتصرون الكشف عنه على الأصدقاء المقربين فقط، لأنهم سيُظهرون تعزيزًا إيجابيًا لهن. لا يزال يُنظر إلى الذكاء على أنه سمة ذكورية أكثر من كونها سمة أنثوية. اقترح المقال أن الرجال قد يعتقدون أن النساء ذوات معدل الذكاء المرتفع يفتقرن إلى السمات المرغوبة في الشريك مثل الدفء أو الرعاية أو الحساسية أو اللطف. وكان الاكتشاف الآخر هو أن الإناث يفضلن أن إخبار أصدقائهن عن مستوى ذكائهن أكثر من الرجال المرتبطون بهم. لكن أعرب الذكور عن شكوكهم حول صحة الاختبار وأهمية معدل الذكاء في الحياة الواقعية أكثر من النساء. يبدوا ان غالبية الاناث يتصرفن ببساطة ويتجنبنًا كشف ذكائهن لشريكهن خشيةً من ان يلاحظوا جَسَامَة وخطورة العلاقة.
اللا مساواة تظهر أكثر تبلورًا عندما يتحدث طرفي العلاقة عن من سيكون مسؤولًا عن حياتهم المنزلية الأسرية، ومن سيكون مسؤولًا عن العمل وكسب المال. على سبيل المثال، في كتابها (هل غيرت الحركة النسائية العلم؟_Has feminism changed science?)، تقول (ليندا شيبينجر_Linda Schiebienger) إن: « عندما يعمل الرجال المتزوجون في وظائف ذات مرتباتٍ عالية، تكون أسرهم أكثر سرورًا ورفاهية، ويؤدون أفضل في وظائفهم، ويحققون الكثير من الإنجازات. بينما في حالة ربة المنزل العاملة، فهي تعتقد أن عائلتها عقبة في سبيل نجاحها، كما لو كانت متاعٍ إضافية تعوقها عن التقدم في حياتها العملية. تظهر الإحصائيات أن نسبة (17%) فقط من النساء اللاتي يعملن كأستاذة في الهندسة لديهن أطفال، بينما نسبة (82%) من الأساتذة الرجال في كلية الهندسة.

#### خطوات في سبيل المساواة بين الجنسين في الأعمال المنزلية
بالرغم من زيادة توافد النساء على سوق العمل في منتصف التسعينات، لا تزال الأدوار الجندرية المتعارف عليها راسخة في المجتمع الأمريكي؛ فقد تتخلى بعض السيدات عن حياتهم العملية، أو عن تعليمهم العالي في مقابل أن يجدوا وقتًا أطول لتربية أطفالتهم، حتى إذا كان أزواجهم مستمرين في العمل. وحتى إذا اختارت النساء أن تستمر في حياتها العملية، فسيبقَ لزامًا عليهن القيام بأعمالهم المنزلية من تنظيف المنزل، ومراعاة الأطفال. من ضمن الحقائق الملحوظة أيضًا أنه: حتلا إذا اختار الطرفان تقسيم الأعمال المنزلية عليهما بالعدل، تفضل المرأة أن تظهر اهتمامًا أكبر بالأعمال المنزلية. هذا يسوقنا إلى حقيقة أن النساء التي لديها ارتباطات عمل خارج المنزل تقضي (18ساعة) إضافية كل أسبوع للأعمال المنزلية ومراعاة الأطفال، في حين أن الرجال تقضي (12دقيقة) يوميًا فقط للأعمال المنزلية أو الاهتمام بنشاطات الأطفال. أظهرت دراسة قام بها (فان هووف_van Hooff) أن الأزواج المعاصرين، لا يتعمدون تقسيم الأعمال المنزلية على بعضهم بناءً على تفرقة جندرية، لكنهم يقومون بما يستطيعونه منها، ويعتذرون عن البقية. من الأعذار التي يستخدمونها أن النساء لديهم مهارة أكبر بالأعمال المنزلية، ولديهم دافعية أكبر للقيام بها. والآخرون يتحججون بأن المهام المطلوبة من الرجال في وظيفتهم تكون أكثر من المهام الطلوبة من النساء.
أُقيمَتْ دراسة في (مدرسة حضرية شاملة_urban comprehensive school)، حيث وُجِهَّت أسئلة بخصوص اللا مساواة الجنسية ورأيهم في هذه القضية. فضَّل الكثير من أولياء الأمور المساواة في الأجور بين الرجال والنساء، بل وأيضًا فضّلوا أن يساعد الرجل زوجته في الأعمال المنزلية. في هذه الدراسة، أغلب الناس فضّلتْ المساواة بين الجنسي، والبعض فضّل تغيير بعض الأدوار والالتزامات الجندرية: حيث يقوم الرجال بتنظيف المنزل، وإعداد الطعام، بينما تذهب النساء للعمل، وتقوم هي بتدعيم الأسرة ماديًا (تحتاج إلى مراجع).
لقد تغيرت الأدوار الجندرية بشكلٍ جذريّ في العقود القليلة الماضية؛ في هذا المقال، يُقال أنه من سنة (1920) وحتى سنة (1966)، سُجِلَ أن المرأة تقضي أغلب يومها في رعاية الأطفال، والأعمال المنزلية في منزلها مع أطفالها. أُقيمَت دراسة عن الأدوار الجندرية للنساء والرجال، وقد أظهرت أن: كلما قلَّ الوقت الذي تقضيه النساء في مراعاة الأطفال، تقضي الرجال وقتًا أطول في مراعاة أمور المنزل. في كتابه (تقسيم الأعمال في إطار المنزل_The Division of Labor Within the Home)، يقول كاتب المقال السابق ذكره (روبين أ. دوثيت_Robin A. Douthitt)، «هل تبدّلَتْ الأدوار الجندرية؟» . ويتم كلامه بالاعتراف أن الرجال لا يقضون وقتًا كافيًا مع أطفالهم في المنزل، وأن النساء العاملات تقضي وقتًا أقل بكثير في رعاية األطفال أكثر من نظرائهن -ربات البيوت المتفرغات-، وعلى مدى فترة (10) سنوات، تقضي الأمهات والآباء وقتًا أطول مع الأطفال " (بحاجة لمصدر).

#### علاقة اللا مساواة الجنسية، والتكنولوجيا
أظهر دراسة استقصائية، أن الرجال يظنون أن مهاراتهم التكنولوجية –في أنشطة مثل التعامل مع الكومبيوتر، أو التواصل عبر الإنترنت- أكبر من النساء. يجب الإشارة أن هذه الدراسة لم تكن موضوعية؛ حيث قيَّمَ الرجال قدراتهم بناءً على نظرتهم لأنفسهم، وبالتالي هي لم تُبنى على معلومات عن قدراتهم الفعلية. بما أنه لم يتم تقييم قدرة المتطوعين، فإن هذه الدراسة تُدرَج حتمًا ضمن التحيز القائم على النظرة الذاتية للنفس.
على صعيدٍ آخر، توصلت دراسة -دقيقة للغاية- إلى مجموعة بيانات ونتائج تحليلية، في (25) بلدًا ناميًا. تقول هذه الدراسة أن أغلبية النساء ليست لديهم معلومات تكنولوجية كافية، وأن عددًا قليلًا من النساء يستخدمن التكنولوجيا الرقمية، ؛ لأن تلك النساء لم تتوافر لديهم فرص جيدة للتعليم أو التوظيف. لكن إذا ما تمكنّا من تطويع تلك المتغيرات –التعليم وفرص العمل والدخل-، سنجد أن النساء تظهر شغفًا ومهارةً أكبر في استخدام المعدات الرقمية من الرجال. نستنتج إذًا أن تلك الفجوة -التكنولوجية الرقمية- بين الجنسين ما هي إلا مسألة فرص، وأننا يمكن أن نقدم (مجال التكنولوجيا والاتصالات_ICT) إلى النساء، بصفته فرصة لتحسين ظروف المعيشة. إذًا فالنظرة الحيادية لمجال تكنولوجيا المعلومات والاتصالات، يعطي فرصًا ملموسةً وأكيدة لحل المشكلات التي لطالما واجهت العالم من: عدم المساواة بين الجنسين في الدول النامية، ومشكلة العمالة، والدخل، والتعليم، ومشكلات الخدمات الصحية.

### القوانين التي تنظم الإرث
الكثير من الدول بها قوانين تنظم مسألة الإرث، وغالبًا ما تعطي هذه القوانين نسبة أقل من الميراث للنساء.

### التهميش المجتمعي
غالبًا ما تنبع أوجه اللا مساواة بين الجنسين المختلفة من عادات وتقاليد مجتمعية، تَمَّت بعد ذلك بلورتها في الهيئات على هيئة مفاهيم تُفرِّق بين الجنسين.
يشعر الفرد بالتهميش عندما يلفظه المجتمع، مما يدل على قوة تأثير الضوابط المجتمعية، على حياة الاشخاص الذين يعيشون في هذا المجتمع. على سبيل المثال، الإعلانات التجارية تُظهِر فتاةً طفلة تلعب بِفرنٍ بلاستيكي -في إشارة منهم أنها ستكون يومًا ما ربةَ منزل-، أو أنها تلعبُ بالدُمى، تعتني بهم أو تغير لهم الحفاظات -في إشارة أخرى مفادُها أنها ستكون أمًا في المستقبل-.

### القوالب الجندرية
القوالب الثقافية تفرض دومًا أدوارًا معينة ليلتزم بها النساء والرجال. وبالطبع هذا يلعب دورًا كبيرًا في توسيع الفجوة بين الجنسين. النظرة التقليدية الأزلية للنساء على أنهن يجب أن يعتنوا بالأطفال، ويقدموا لهم الحنان، وأنه لن يشغلن أي مراكز تتطلب منهن أكثر من ذلك. ربما كانت هذه المهارات لها قيمة كبيرة في المجتمع، لكنها اقتصاديًا غير مهمة على الإطلاق. وبالتالي هن لن يشغلن أي وظائف بتلك المهارات. أما عن النظرة التقليدية للرجال، فهم دومًا الفرد العامل في هذا المنزل، وبالتالي فإن الرجال ومًا تجني المال؛ لأنهم منذ قديم الأزل يشغلون الوظائف المهمة اقتصاديًا، ولايزالون يعملون بها حتى الآن، ولازالت رواتبهم ترتفع مع مرور الوقت.

### الصورة النمطية للتخصيب البيولوجي
صاغت (بوني سبانير_Bonnie Spanier) مصطلح اللا مساواة في الوراثة ، وأبدت رأيها في أن بعض الأوراق البحثية تقول إن التخصيب في الإنسان يكون دومًا مسؤولية الحيوان المنوي؛ حيث يتنافس هو على البويضة الساكنة، مع ان في حقيقة الأمر، الأمر أكثر تعقيدًا من ذلك، فالبويضة تفرز غشاءً حولها هو الذي يختار الحيوان القادر على الولوج.

### الجنسانية، التمييز على أساس الذكورة والأنوثة
اللا مساواة الجنسية يمكن فِهمُها بشكل أوضح، إذا سلّطنا الضوءَ على مفهوم الجنسانية؛ لأن التمييز الجنسي عبارة عن التعاملات الضارة والظالمة، التي يتعرض لها الرجال أو النساء بناءً على نوعِهم فقط. ما أوجَدَ مفهوم الجنسانية -التمييز على أساس الذكورة والأنوثة-، هو نظرة المجتمع إلى الرجال والنساء على أنهم نوعين مختلفين تمامًا، وأن لكلٍ منهم دربٌ يسلُكَهُ بعيدًا عن الآخر.
للتمييز بين الجنسين بعد آخر اقتصادي: حيث نجد الرجال يشغلون المناصب الأعلى في الوظائف، ونجدهم أنجَحَ في كل ما يتعلق بالمجال الاقتصادي؛ هذا ينشأ بسبب تفضيل الرجال –الذين يعملون بالفعل في هذه الوظائف- للرجال –المتقدمين للعمل-، لأنهم يشاركونهم نفس الصفات. وبالتالي، الرجال في المناصب العالية، يفضلون توظيف أو ترقية رجال آخرين، مما ينتج عنه تمييز فاضح في حق النساء.

## الأنظمة القضائية: الجريمة والعدالة
قدمت (سونيا ب. ستار_Sonia B. Starr) دراسةً في الولايات المتحدة، مفادها أن أحكام السجن تكون ظالمة؛ لأن الرجال يقضون وقتًا أطول بنسبة (63%) من النساء في الخدمة، طبقًا لدراسة جريمتي القبض والتاريخ الجنائي. (ستار) لا تؤمن أن الرجال مظلومون حقًا ، أما دعاة حقوق الرجل، فهم يقولون إنه: إذا كان الرجال يظهرون بنسبة أكبر عند التحدث عن القتلة والمجرمين، فهذا يدل على أن الرجال يتعرضون لأذى كبير؛ بسبب المواقف الثقافية البالية التي يعانون منها.

## في التلفاز، والأفلام
قامت أكاديمية نيويورك للأفلام بأخذ نظرة عن كثب عن قائمة إحصائية، تدرس أفضل (500) فيلم في الفترة من (2007) وحتى (2012)، من حيث النجاح أو الفشل التي حققته هذه الأفلام. (5:1) تمثل النساء التي عملتن في هذه الأفلام في مقابل الرجال. كانت منهن نسبة (30.8%) شخصيات ظاهرة وتتحدث، ونسبة (28.8%) نساء قُصِدَ لهن لبس ملابس كاشفة، في مقابل نسبة (7%) فقط من الرجال ليلبسوا هكذا. ونسبة (26.2%) من النساء يلبسن تقريبًا لا شيء، في مقابل نسبة (9.4%) من الرجال ليفعلوا كذلك 
في هوليوود، يُدفَع للمثلاتِ أقل من الممثلين الرجال. تربع على قائمة أعلى الأجور الفنان (فوربس_Forbes(؛ حيث كان الممثل الأعلى راتبًا في (2013). ويأتي بعده (روبرت داوني جونيور_Robert Downey J) والذي تقاضى (75) مليون دولارًا. وتقاضت (أنجلينا جولي_Angelina jolly) أعلى راتب تقاضته ممثلة بقيمة (33) مليون دولار ، مما تساوى مع ما أخذه (دينزل واشنطونDenzel Washington_) أيضًا (33) مليون دولار، و(ليان نيسون_Liam Nesson) تقاضى (32) مليون دولار، مما يجعلهما في ذيل قائمة أعلى الرواتب للممثلين.
في حفل تقديم الجوائز الأكاديمية في (2013)، (140) رجلًا ربحوا الجوائز، في مقابل (35) امرأة فقط. لم تفز أي امرأة بجوائز للإنتاج، أو التصوير السينمائي، أو التعديل، أو كتابة السيناريوهات، أو موسيقى الأفلام والمسرحيات في هذه السنة. منذ أن بدأ توزيع تلك الجوائز في عام (1929)، فازت فقط سبع نساء بجائزة أفضل إنتاج –مع العلم أن جميعهن شاركن رجالًا آخرين في الإنتاج حينها-، وفقط ثمانِ نساء فازوا بجائزة أفضل سيناريو: (لينا فيرتمللر_Lina Wertmuller) في عام (1976)، (جاين كامبيون_Jane Campion) في عام (1994)، (صوفيا كابولا_Sofia Coppola) في عام (2004)، و(كاثرين بيجيلو_Kathryn Bigelow) في عام (2012). وكانت عناك فقط أربع سيدات مرشحات لجائزة أفضل مخرج، وكانت (بيجلو) أول سيدة لتربح تلك الجائزة عن فيلمها (خزانة الألم_The Hurt Locker). مع العلم أن (77%) من المصوتين للجوائز الأكاديمية من الرجال.

## الأثر، والمتناقضات
يُقال إن اللا مساواة الجنسية والتمييز بين الجنسين دومًا يسببوا الفقر والضعف للمجتمع كله  ؛ حيث تعد الموارد داخل المنزل –في الأسرة-، من المؤثرات الرئيسية في حياة الأفراد، والتي تؤثر جذريًا في قدرتهم على اقتناص فرص العمل والمكسب خارج المنزل، أو التصدي لأي تهديدات. يمكن للتعليم العالي، وتوحيد طبقات المجتمع أن يزيدوا كثيرًا من إنتاجية الأشخاص الذين يعيشون في المنزل، وأيضًا المساهمة في حل مشكلة اللا مساواة المجتمعية. هذا ما تم تأكيده عند دراسة مؤشر المساواة الجندرية، وعلاقته بتسوية مشكلة الفقر ، فالفقر ينتشر نتيجة لعدة عوامل. واحد من هذه العوامل، هو الفجوة بين الجنسين، وبالتالي فإن النساء تكون أكثر عرضة للعيش في حالة الفقر.
هناك العديد من التعقيدات في سبيل تكوين استجابة شاملة. إنه لمن المُتَفَقْ عليه أن (أهداف التنمية الجندرية لهذه الألفية_gender millennium development goals) -والتي تُعرَف ب (MDGs)- فشلت في أن تجعل المعارضين للقضية -قضية اللا مساواة بين الجنسين- يعترفون بها.
تم ذِكر مسألة النوع في (MDG3) و(MDG5): ف(MDG3) تعمل من أجل تحقيق التكافؤ بين الجنسين في التعليم، نصيب النساء في الرواتب، والتوظيف، ومشاركة النساء كأعضاء في هيئات تشريع القوانين.
أما (MDG5)، فهي تُركِّز على وفاة الأمهات؛ حيث أن ذلك قطعًا سيؤثر على نسبة المواليد وصِحَتِهُم في العالم. هذه الاهداف لم تتحقق بكل وضوح.
التوعية بخصوص أوجه اللا مساواة بين الجنسين من خلال برامج الحماية المجتمعية أمر مهم للغاية، لأنها طريقة فعّالة جدًا لتقليل هذه الظاهرة. طبقًا (لمركز التطوير عبر البحار_overseas development institution) -والذي يُعّرَف اختصارًا ب (ODI)- (84)، فإن الأبحاث -القائمة فيه- تؤكد على أهمية دور برامج الحماية المجتمعية من أجل ترقيع الفجوة بين الجنسين، وزيادة الإنتاجية.
والمطلوب منها، علاج المشكلات في المجالات الآتية:
(مجتمع رعاية الأطفال_Community child care)؛ من أجل إعطاء النساء فرصًا أكثر للبحث عن وظائف.
دعم الآباء، ومساعدتهم في تكاليف رعاية أبنائهم - كما في جنوب أفريقيا، والمِنَحْ المهداة للمعاقين-.
إعطاء منح تعليمية للبنات -كما في بنجلاديش، حيث أُقيمَت هناك برامج لمساعدة البنات على الحصول على التعليم-.
رفع الوعي بخصوص العنف القائم على التمييز الجندري، واتخاذ كافة الإجراءات الوقائية لتحقيق هذا الهدف: مثل إبداء الدعم المادي للنساء والأطفال، الذين هربوا من بيائتهم التي واجهوا فيها عنفًا مبني على تمييز جندري، مثل مبادرات الهيئات الغير حكومية التي تُدعى (pilot) في غانا، والتي تَضُم المتطوعين للبرنامج -النساء منهم والرجال- في مسؤولية اقتراح حلول تُمكننا من بلورة الدور الذي تقوم به برامج الحماية المجتمعية.
أن يحظى طاقم الإدارة في هذه البرامج بتدريباتٍ عديدة ترفع وعيهم بالقضايا الجندرية.
وجمع ونشر المعلومات بواسطة مراكز خدميو عِدَّة تُنَسِق مع بعضها البعض، مثل السماح للنساء أن تأخُذَ (الإتمانات الصغيرة_micro credit) أو (قروض بدء المشاريع الخاصة_micro entrepreneurial ) -وهما قروض تُعطى للفقراء، أو الذين يرغبون في بِدء مشروعاتهم الخاصة، على الرغم من عدم امتلاكهم للأموال؛ بغرض الإنفاق على أنفسهم، والحصول على الاستقلال الذاتي-.
تطوير نظم للحصول على معلومات دقيقة وغير مبالغ فيها عن الجنسين، ومراقبة هذه النظم.
يقول (ODI) أن المجتمع يمنع الحكومة من تقديم محفزات اقتصادية. في حين أن المنظمات غير الحكومية تسعى لحماية النساء من الظلم والعنف الواقع عليهن بسبب اللا مساواة بين الجنسين.
أثناء الحرب، كان الخصوم دومًا يستهدفون الرجال، لكن على أية حال كان الجنسان يموتان نتيجة لعدة أسباب مثل الأمراض التي انتشرت، وسوء التغذية، وانتشار الجرائم والعنف، بالإضافة طبعًا لإصابات المعارك والتي غالبًا ما أصابت الرجال. تخبرنا معلومات وأوراق بحثية من عام (2009)، والتي تدرس نتائج الوفيات بسبب بالحروب، وعلاقتها بالنوع، نجد أن من الصعب أن نحدد من تُوفْيَ بإعدادٍ أكبر في وقت الحرب، أهُم النساء أم الرجال ، فبالنسبة يحكُمُها نوع الحرب أصلًا، على سبيل المثال، في (حرب فالكلاند_falkland war) كان 904 من أصل 907 قتيل من الرجال. على عكس ذلك في الحروب في (1990)، وأغلبها كانت حروبًا أهلية، كانت نسبة الوفيات فيها (1.3) رجلًا لكل امرأة.
فرصة أخرى لمعالجة أزمة اللا مساواة بين الجنسين، سنجدها عند الاهتمام بمجال تكنولوجيا المعلومات والاتصالات. فقد أظهرت دراسة دقيقة ، أن النساء شغوفة بمجال التكنولوجيا الرقمية أكثر من الرجال، وأننا إذا مكناهم من تكنولوجيا الاتصالات، سنفتح لهم أبوابًا لفرص عظيمة من حيث التوظيف، والتعليم، وزيادة دخلهم، والخدمات الصحية، والتطوع، والحماية، والأمان بين الآخرين -(تكنولوجيا المعلومات والاتصال بغرض التنمية_ information and communication technologies for development) والتي تعرف ب(ICT4D) اختصارًا-. نستنتج إذًا أن النساء إذا ما استخدمن أدوات التكنولوجيا والاتصال الحديثة، سيوفر ذلك لهن فرصًا أفضل للتغلب على التمييز الاجتماعي الذي يعانون منه.

## الاختلاف حسب البلد والثقافة
المقال الأصلي: التقرير العالمي عن الفجوة بين الجنسين.
تنبع أوجه اللا مساواة بين الجنسين المختلفة من استمرار التفرقة بين الناس على أساس نوع الجنس الخاص بكل منهم، والذي بدوره يختلف بناءً على العرق، والثقافة، وسياسة البلد، والبلد نفسها، والوضع الاقتصادي لها، كل هذا وأكثر يتم اعتباره ضمن الأسباب في مشكلة التفرقة الجندرية بين الجنسين. بالرغم من أن التمييز طبقًا للنوع الجندري هو مشكلة عويصة تواجه العالم أجمع، إلا أنه في (جمهورية الكونغو الديموقراطية_ Democratic Republic of the Congo) بأخذ بعدًا جديدًا: حيث يُعتبَر اغتصاب الفتيات، وممارسة العنف تجاههن من ضمن أدوات كَسب الحرب. وفي أفغانستان، تلقى الأحماض الكيميائية في وجه البنات إذا ما توجهن للمدرسة. لكل ذلك وأكثر، فقد ولَّت الكثير من المنظمات على الصعيد الدولي اهتمامًا كبيرًا لمسألة التوعية بتوابع عدم المساواة بين الجنسين. من ضمن هذه المنظمات: (منظمة الأمم المتحدة_ the United Nation)، والتي تعرف اختصارًا ب(UN)، و(منظمة التعاون والتنمية الاقتصادية_Organization for Economic Co-operation)، والتي تعرف اختصارًا ب(OECD)، والبنك الدولي، والتي لها دور لا غنى عنه في كثير من البلدان، خاصة الدول النامية. في النهاية، تختلف أسباب ونتائج مشكلة عدم المساواة بين الجنسين، كما أن لها أبعاد أخرى جغرافية، وتتفاوت كثيرًا في أساليب علاجها ومكافحتها.

### في آسيا
انظر أيضًا: (الإجهاض الإنتقائي للجنس_Sex-selective abortion).
تعد ظاهرة (البنات المفقودة_missing girls) من الأدلة على استمرار عدم المساواة بين الجنسين في آسيا. هناك أيضًا ترغب الكثير في أن تُرزَقَ بصبيانٍ فقط؛ لضمان وجود مصدر دخل زيادة للعائلة. أما في الصين، ينظر إلى البنات على أنهن أقل قيمة، وأنهن لن يَصلُحنَّ لِسوقِ العمل، وبالتالي غير قادراتٍ على توفير مصدر رزق  علاوة على ذلك، jنعكس عدم المساواة بين الجنسين في الجانب التعليمي في الريف الصيني. توجد عدم المساواة بين الجنسين بسبب القوالب النمطية الجنسانية في الريف الصيني، وقد ترى العائلات أنه من غير المجدي للفتيات اكتساب المعرفة في المدرسة؛ لأنهن سوف يتزوجن بشخص في يوم ما، ومسؤوليتهن الرئيسية هي العناية بالأعمال المنزلية. عندما يكون لدى الناس توقعات بشأن أدوار الجنسين، فإن اعتبار الزواج هو الهدف الرئيسي لحياة الفتاة في الريف الصيني، وبالتالي عدم المساواة بين الجنسين موجودة للحد من حقوق المرأة وفرصها.

### في دولة كمبوديا
يقول أحد الكمبوديين: «إن الرجال مخلوقاتٍ من ذَهّب، أما النساء فقد خُلِقنَ من القماش الأبيَض». وما هذا إلا تقرير منهم بأن المرأة أقل قيمةً وأهميةً عند مقارنتها بالرجل. في كمبوديا، كانت المرأة تمتلك ما يقرب من (15%) -أي ما يساوي (485,000 هكتار)- من الأراضي.
في الثقافة الآسيوية: تمت قولبة النساء في صورة أنهن أقل من الرجال؛ لأن الذكر يحمل اسم العائلة من بعد والده، ويتحمل المسؤوليات كاملةً في سبيل رعاية أسرته، أما دور النساء فلن يزيدَ أهميةً عن رعاية الزوج والأطفال، أو القيام بالأعمال المنزلية. تعتبر النساء الضحية الرئيسية للفقر؛ فهن أساسًا لا تتوافر لهم فرص –أو تكون الفرص قليلة جدًا- للحصول على تعليم عالٍ، كما أنهن مظلوماتٍ بالرواتب المنخفضة، وليست لديهم فرص كافية لامتلاك الأراضي، أو المنازل، أو حتى الموارد الأساسية لحياتهم.
في كمبوديا، أُسِسَت (وزارة لشؤون المرأة_ Ministry of Women's Affairs)، تعرف اختصارًا ب (MoWA) في عام (1998)، تسعى هذه الوزارة لتحسين قدرات المرأة، ولتمكينها ورفع مركزها في البلد.

### في أوروبا
يوجد في أوروبا قدر كبير من الجدل عند الحديث عن (التقرير العالمي عن الفجوة بين الجنسين_ Global Gender Gap Report)، والذي كتبه (المنتدى الاقتصادي العالمي_ the World Economic Forum) –يُعّرَف اختصارًا ب (WEF)- في عام (2013). هذا التقرير العالمي عن الفجوة بين الجنسين يُصنِف الفجوة بين الجنسين إلى قيم تتراوح بين صِفر وواحد. إذا كان هناك دولة تضم في مناصبها السياسية (35) امرأةً، فإن (65) رجلًا –من الذين يعملون في المناصب السياسية لهذه الدولة- سيحصلون على درجة (0.538)؛ لأن المنتدى الاقتصادي العالمي يقيس الفجوة بين الرقمين، وليست له صِلَة بالنسبة الفعلية للنساء في مجموعة معينة.
تحتل أوروبا المراكز الأربعة الأولى من حيث المساواة بين الجنسين: مع أيسلندا وفنلندا والنرويج والسويد في المرتبة (1 إلى 4). كما أنها تحتوي على دولتين تشغلان المرتبة (30) بين البلاد: وهما ألبانيا في المرتبة (108)، وتركيا في المرتبة (120). وبهذا يمكننا القول أن بلاد شمال أوروبا نجحت في سد الفجوة بين الجنسين. بِغض الطرف عن دولة الدنمارك –التي هي في (0.778) ووصلت لنتيجة أعلى من (0.800).
أما بلدان ألبانيا وتركيا، على عكس بلاد شمال أوروبا، لاتزال تعاني من عدم المساواة بين الجنسين. وقد فشلت تركيا في في كسر أكبر 100 دولة في 2 من 4 و 3 من 4 عوامل، وعلى الرغم من ذلك، مازالت الدول الأوروبية تحرز نجاحًا في تبديد الفجوة بين الجنسين، وتقليل درجتها.

#### في دول غرب أوروبا
غرب أوروبا هي منطقة تُعرف بإيوائها لأعضاء غير شيوعيين في أوروبا –بعد الحرب العالمية الثانية-. وقد حققت العديد من النتائج الممتازة في سبيل القضاء على الفجوة بين الجنسين. تمتلك دول غرب أوروبا (12) من أفضل (20) نقطة، من إجمالي النِقاط في التقرير العالمي للفجوة بين الجنسين. ومع أن أغلب دول غرب أوروبا تقبع في المراكز الخمسين الأولى، فإن أربع دول لم تحظى بهذا الشرف: منها البرتغال، إنها خارج ال الخمسين دولة الأوائل في المرتبة (51) مع درجة (0.706). أما دولة إيطاليا، فهي المركز (71)، ومالطا في المركز ال(84)، بقيم (0.689)، و(0.678) و(0.676) على التوالي.

#### دول شرق أوروبا
إنها منطقة تُعّرَف بإيوائها لأعضاء شيوعيين سابقين في أوروبا –بعد الحرب العالمية الثانية-. جزء كبير من هذه المنطقة يتراوح بين المركزين (40) و(100) في التقرير العالمي للفجوة بين الجنسين. وهناك عدد قليل فقط من الدول تخرج عن هذين المركزين: منها (ليتوانيا_ Lithuania)، والتي قفزت تسع مراكز حتى تراوحت بين المركزي (28) و(37) في الفترة من (2011) وحى (2013). ودولة (لاتفيا_ Latvia) والتي احتلت المركز (12) لمدة عامين متتالين، وألبانيا وتركيا.

### في الهند
(المقال الرئيسي: أوجه اللامساواة بين الجنسين في الهند)
يبقى ترتيب الهند منخفضًا في القائمة التي وضعها المنتدى الاقتصادي العالمي، وعلى الرغم من أن ترتيبها تحسّنَ قليلًا في السنوات الأخيرة الماضية ؛ لأن الهند مكونة من عدة عناصر، جميعها يؤثر في الترتيب. فمثلًا الهند تؤدي بلاءً حسنًا فيما يتعلق بتمكين المرأة السياسي، ولكنها سيئة جدًا –يصل ترتيبها إلى القاع- بشأن الإجهاض الانتقائي للجنس، وتأتي الهند في ترتيب سيء جدًا بخصوص التعليم –محو الامية-، والصحة سواءً كان بين البنات أم الأولاد. أصبحت الهند الدولة رقم (101) من أصل (103) دولة، في الترتيب الذي أُقيمَ في (2013)، وكان المجموع يساوي درجة (0.6551)، في حين أن أيسلندا –وهي البلد التي كانت متصدرةً لقائمة (2013)- كانت نتيجتها (0.8731)، مما يعني وجود فجوة بين الجنسين بقيمة درجة من (0.1).
تؤثر أوجه اللا مساواة بين الجنسين على صحة النساء في كل حياتهن، وفرصها لطلب العلم، والظروف الاقتصادية التي ستعيش فيها؛ لأن قضية الفجوة بين الجنسين تؤثر على الرجال والنساء بحد سواء.
بلغت نسبة النساء التي تشاركن في مجال العمل نسبة (80.7%) في عام (2013). تقول (نانسي لوكوود_ Nancy Lockwood) ن (جمعية إدارة الموارد البشرية_ the Society for Human Resource Management) –وهي أكبر جمعية للموارد البشية في العالم، حتى أنها توسعت في (140) بلدًا- أن في تقرير (2009)، كانت مشاركة السيدات في سوق العمل أقل من الرجال، ولكنها في تزايد مستمر منذ التسعينات من القرن الماضي. في عام (2001)، كانت (124) مليون امرأة تعمل من أصل (397) مليون عامل في الهند. تهدف الهند لتحقيق التنمية الشاملة في الألفية القادمة، لأجل تحقيق المساواة بين الجنسين قبل عام (2016).
تحاول منظمة (اليونيسيف_ UNICEF) قياس (معدل الحضور، ومؤشر المساواة بين الجنسين في التعليم_ attendance rate and Gender Equality in Education Index) –تعرف اختصارًا ب (GEEI)؛ لتحديد جودة التعليم. وبالرغم من أن أنها حققت بعض النجاحات بالفعل، إلا أن الهند لا تزال في حاجة لزيادة معدل التقدم إلى ثلاثة أضعاف، ذلك إذا أرادت الهند أن تصل لنسبة (95%) في عام (2015). يقول تقرير صدر في عام (1998)، أن الفتيات في ريف الهند، يتلقين تعليمًا أقل من الأولاد.

### في الولايات المتحدة الأمريكية
(المقالة الأصلية: أوجه عدم المساواى بين الجنسين في الولايات المتحدة)
يقيس (المنتدى الاقتصادي العالمي_ The World Economic Forum)المساواة بين الجنسين من خلال عدة خطى ثابتة في المجال الاقتصادي، ومجال التعليم، وحتى المعايير السياسية. قيَّم هذا المنتدى الولايات المتحدة على أنها الدولة (19) –بعد (31) من عام (2009)- من حيث إقامة المساواة بين الجنسين. وأشارات (وزارة العمل الأمريكية_ The US Department of Labor) إلى إنه في عام (2009)، كان متوسط دخل المرأة أسبوعيًا –اللاتي عملن بدوامٍ كامل- يساوي (80%) من رواتب الرجال. ووجدت وزارة العدل أنه: في عام (2009)، تعرضت النساء لعنف من شريكهم العاطفي بنسبة (26%)، وهو ما يساوي خمس أضعاف الضحايا من الذكور (5%) فقط.
تحتل الولايات المتحدة المتربة (41) من تصنيف به (184) بلدًا، يقيس هذا التصنيف وفيات الأمهات أثنء الحمل والولادة، أي أدنى من جميع الدول الصناعية، وبقية الدول النامية. تمثل النساء اللاتي يعملن في الكونغرس الأمريكي نسبة (20%) فقط من كامل عدد الأعضاء.

#### الانتماءات السياسية، والسلوكيات المترتبة عليه
وجدت الأبحاث التي تُجرى على موضوع: علاقة النوع أوالجنس والسياسة، أن هناك اختلاف بين الرجال والنساء في الآراء السياسية، والاعتقاد، والحق في التصويت. وعلى الرغم من هذه الاختلافات، فإنها متوفقة بشكل أساسي على الثقافات. يختلف مفهوم الجنس في كل الحضارات. وبينما أن المعايير لتصنيف الأشخاص إلى (ديموقراطيين) أو (جمهوريين) –تكون مثل العرق أو الدين-، إلا أن الجنس يبقى الصفة المُمَيزة في السياسة.
دراسة العلاقة بين الانتماءات السياسية، والسلوكيات الجندرية مهم للغاية؛ حيث أنه يعطينا فهمًا أعمق للتحديات المستقبلية، ويمكننا من عمل أبحاث لاستنتاج سلوكيات الرجال والنساء أثناء التصويت.
تخبرنا البحوث عن بلدان (ما بعد الصناعات الصناعية_postindustrial countries)، والتي منها الولايات المتحدة، وألمانيا، أن تلك البلاد كانت متحفظة للغاية في فترة الستينات –كانت متمسكة بالعادات والتقاليد المجتمعية-، ومع مرور الأعوام، ظهرت العديد من الحركات النسوية. لطالما كانت هذه الحركات لديها قيم مشتركة بينها وبين الأحزاب اليسارية؛ مما أدى لتكون فكر يساري أكثر لدى النساء. فعادةً ما تعارض النساء في هاتين البلدين عقوبة الإعدام وتكرهن الحروب، ويحبون امتلاك السلاح، ويحبذون حماية البيئة التي يعشن فيها، كما أنهن يدعمن كثيرًا الأشخاص أصحاب المكانات الاجتماعية والاقتصادية المنخفضة . لم تتغير سلوكيات الرجال كثيرًا –أثناء التصويت- تغيرًا جذريًا خلال (ال50) عامًا الأخيرة، بل تميل سلوكياتهم دومًا لأن تكون أكثرَ تحفظًا من النساء. ربما تتغير هذه النزعات مع تعاقب الأجيال، وأيضًا عند وضع مسألة الثقافة، والعرق، والدين عند مناقشة الانتماءات السياسية؛ لأن هذه العوامل تحدد العلاقة بين النوع، وبين الانتماءات السياسية.
يلعب (المرشح الجندري_Candidate gender) دورًا هامًا في توجيه سلوكيات المصوتين، فالمرشحات تكون لديهن فرصة أكبر للفوز، من المرشحين الذكور في المراحل الأولى من الحملات الانتخابية. لها السبب، يقوم المرشحن الذكور الديموقراطيين، بتجميع كافة المعلومات عن المرشحات الجمهوريات. ولكل هذه الأسباب، تحتاج المرشحات من النساء جهدًا أكبر؛ من أجل إثبات جدارتهن بالمناصب أكثر من الرجال.

#### التحديات التي تواجه المرأة، إذا أرادت الولوج في السياسة
يسيطر الرجال غالبًا على المناصب السياسية في الولايات المتحدة، لبلأمر الذي يجعلنا نعيد النظر في التحديات التي تقابل النساء، خاصةً النساء التي يردنِ الدخول في المجال السياسي.
مع زيادة عدد النساء اللاتي يردن المشاركة في الحياة السياسية في بلادهم، في جميع أنحاء العالم، فإن نوعهن الجندري –أنهن سيدات- يقف كسيفٍ ذو حدين في طريقهن؛ حيث أنه يقف كعقبة، وكفائدة في مواضيع حملاتهن الترشيحية، وظهورهن الإعلامي. التحدي الحقيقي في سبيل وصولهن للمناصب الرئاسية ليست أفعالهن، بل التحدي هو نظرة الرجال إليهم على أنهن غير قادراتٍ على الفوز في المجال السياسي، ويستخدم الرجال للحكم على جاهزية المرشحات معاييرًا مختلفة عن تلك التي يستخدمها لمقارنة المرشحين الذكور. وربما يكون المشترك بين المرشحات السيدات، والمرشحين الذكور هو فقط الطريقة التي تختار بها المرشحات أن يرتدين الملابس. فتقرر المرشحات ارتداء ملابس تتشابه مع الملابس الرجالية؛ لأنها إذا ارتدت ملابس أنثوية، سيُنظَر إليها على أنه ينقصها شيء. وفي الوقت نفسه، من المتوقع أن تلتزم النساء اللاتي يشغلن مناصب سياسية، بالمعايير الجندرية الذكورية. تلخيصًا لكل ما سبق ذكره، يذهب بعض الباحثتين للاعتراف بأن التزام المرشحة السياسية بالمعايير الذكورية الجندرية، يُعتبر ظلمًا أو حتى عنفًا رمزيًا ضد المرأة التي تعمل في مجال السياسة 
(المعرفة السياسية_political knowledge) هي المعيار الثاني، الذي يتم تقييم المرشحين من خلاله –سواءً أكانوا ذكورًا أم إناثًا-، وقد أظهرت أبحاث العلوم السياسية، أن النساء أقل معرفةً من المرشحين من الذكور، ومن أحد أسباب ذلك، أن مجالات المعرفة السياسية كثيرة جدًا، وأن هناك مجموعات أكثر تنظر فيها. ولأجل إبطال ذه الحجة، يدعوا العلماء لاستبدال المعارف السياسية التقليدية القديمة، بمعارف سياسية جديدة مبنية على النوع الجندري والجنس؛ حتى لا تُحّرَم المرأة من حقوقها في ممارسة السياسة.
والمجال الثالث الذي يمكن أن يؤثر في مشاركة المرأة في السياسة هو –كما يتحجج البعض-: عدم تركيز اهتمامها للسياسة، وانخفاض ادراكها لها، حيث أن السياسة كما يصفونها (لعبة للرجال). هذا الاعتقاد باطل، لأن المساهمات السياسية للمرشحات النساء تعادل تلك التي قام بها المرشحين الذكور.فقد أظهرت الأبحاث أن النساء لديهن عقباتٍ أكثر ليتمكنوا من تخطيها: مثل عدم ايجاد فرص التوظيف، وتشتتها بسبب عدم تحقيقها التوازن بين احتياجات أسرتها واحتياجات العمل، والتردد في الدخول في بيئات تنافسية، وقلة ثقتها في نفسا وفي قدرتها على الإنجاز. المرشحين الرجال يتم تقييمهم فقط بناءً على إنجازاتهم، في حين أن المرشحات السيدات يتم تقييمهن على حسب مظهرهن، وصوتهن، ومهاراتهن اللفظية، وشكل الوجه بالإضافة إلى إنجازاتهن.

#### خطواتٍ في سبيل التغيير
تم اتخاذ عدة اجراءات من أجل مكافحة التمييز القائم على أساس النوع الجندري. نرى فعالية هذا لأن الناس بدأت تتكلم وتفضح أوجه عدم المساواة بين الجنسين في السياسة، وعدم وجود ما يكفي من النساء في مؤسساتٍ أخرى.
أضاف الباحثون في مجال التمييز القائم بسبب الجنس، مفهومًا جديدًا وهو (التراجع عن النوع_Undoing gender)، حيث يشجع هذا المفهوم على نشر الوعي والفهم الشامل للنوع، من خلال تشجيع (التفاعلات الاجتماعية التي تقلل من الفوارق بين الجنسين_social interactions that reduce gender difference) (115).
بعض الذين يدعمون الحركة النسائية، يعتقدون أن (إلغاء النوع) يمثل مشكلة؛ حيث أنه يعتمد على السياق ويمكن أن يعزز الجنس، ومن أجل هذا، قام الباحثون في مجال التفرقة بين الجنسين بإضافة مصطلح (القيام بالنوع بشكل مختلف_ (doing gender differently، من خلال هدم المعاييرالجنسانية الموجودة في السياسة. هذا يعتمد على المستوى الثقافي للحكومة، على سبيل المثال (المحلية مقابل الإتحادية_local versus federal).
أيضًا يمكن أن نحل مشكلة التحيز الجنساني في المؤسسات السياسية بطريقة أخرى، وهي نشر المعايير الجنسانية، عن طريق (صنع قرار متوازن بين الجنسين_ (gender-balanced decision-making ، خاصةً على المستوى الدولي؛ لأنه هو من (يبلور التوقعات بخصوص المستويات المناسبة للمرأة التي ستكون في مناصب صنع القرار_ establishes expectations about appropriate levels of women in decision-making positions). وعندما بدأ تطبيق هذا الحل، بدأ العلماء في التركيز على قيمة الفرد، وأهمية تكوينه لخبرته الذاتية، وهذا يتم في كل فترات حياته، وجميع المراحل الحياتية للمرشح، بغض الطرف عن كونه مرشح ذكر، أم مرشحة أنثى 
هناك خمسة مجالات يوصى بدراستها عند إجراء المزيد من الأبحاث لدراسة النوع الاجتماعي، ودوره في الشماركة السياسية:
أولًا: (إدراك التداخل بين الجنس والمفاهيم_intersection between gender and perceptions).
ثانيًا: (تأثير السياسة الانتخابية المحلية_ (the influence of local electoral politic
ثالثًا: (دراسة التنشئة الاجتماعية بين الجنسين_ examining gender socialization)
رابعًا: (تمييز العلاقة بين النوع الاجتماعي والمحافظة السياسية_ discerning the connection between gender and political conservatism)
خامسًا: (الاعتراف بتأثير نماذج الدور السياسي للمرأة في السنوات الأخيرة.
عند النظر لحقيقة أن النوع الاجتماعي، مفهوم متداخل ومتشابك كثيرًا في كل المؤسسات المجتمعية، فيجب أن نعترف أننا لن نغير من استيعاب مفهوم النوع الاجتماعي في السياسة، إلا عند تغيير المعايير الجنسانية في المؤسسات الأخرى قبل ذلك –يجب تغيير النظرة للمفاهيم الجنسانية، وتعديل فهم النوع الاجتماعي في جميع المؤسسات أولًا، قبل محاولة تغييره في مجال السياسة-.